# Bitka pri Eutaw Springs
Bitka pri Eutaw Springs 8. septembra 1781 je bila zadnji večji spopad revolucionarne vojne, ki se je odvil v Karolinah. Obe strani sta razglasili zmago.

## Ozadje
V začetku leta 1781 je generalmajor Nathanael Greene, poveljnik južne vojske v kontinentalni vojski, začel kampanjo za končanje britanske nadvlade nad zaledjem Južne Karoline. Njegov prvi glavni cilj je bil zavzetje britansko nadzorovane vasi Ninety Six. 22. maja 1781 je Greene oblegal utrjeno vas. Po skoraj mesecu dni je Greene izvedel, da se približujejo okrepitve pod poveljstvom lorda Rawdona iz Charlestona. Sile pod Greenovim poveljstvom so 18. junija napadle Ninety Six, vendar so bile odbite. Da bi se izognil spopadu s silami, ki jim je poveljeval Rawdon, se je Greene umaknil proti Charlotteu v Severni Karolini. Rawdon je Greenovo vojsko zasledoval več dni, vendar je zasledovanje opustil, ker so bili njegovi možje izčrpani od večdnevnega prisilnega marša in mu je primanjkovalo zalog za nadaljevanje. Kljub temu, da je bil Ninety Six edina preostala britanska postojanka v notranjosti po padcu Auguste v Georgiji, se je Rawdon odločil, da jo bo požgal in zapustil ter umaknil garnizijo v Charleston. Zaradi slabega zdravja je Rawdon konec avgusta odplul v Anglijo in prepustil Charleston pod poveljstvom polkovnika Alexandra Stewarta.
16. julija je Greene premaknil svojo vojsko, izčrpano od mnogih dni marširanja in bojev, v taborišče na High Hills of Santee, kar je omogočilo njegovi glavni sili, da si odpočije, medtem ko je čakala na okrepitve. Marion in Sumter sta še naprej nadlegovala Britance v "vojni postojank". 23. avgusta se je njegova sila premaknila proti Camdenu, da bi prečkala reko Wateree, nato pa Howell's Ferry, da bi prečkala reko Congaree. Do 4. septembra so taborili pri Fort Motte, nato pa pri Stoudenmyerjevi plantaži 5.–6. septembra.
Do 13. avgusta je polkovnik Stewart vodil silo 2.000–2.300 mož iz Orangeburga do Thompsonove plantaže, južno od reke Congaree. Nato se je 27. avgusta umaknil v Eutaw Springs, približno 2 milji (3,2 km) vzhodno od današnjega Eutawvilla, takrat v okrožju Charleston (zdaj pa oba v okrožju Orangeburg v Južni Karolini).

## Organizacija
Ob 4:00 zjutraj 8. septembra 1781 je Greenova vojska začela marširati iz Burdellove plantaže v smeri Eutaw Springsa, ki je bil oddaljen 7 milj (11,2 km). V ospredju je bila legija pod poveljstvom podpolkovnika Henryja Leeja III ter 73 pešakov in 72 konjenikov državnih enot Južne Karoline pod poveljstvom podpolkovnika Johna Hendersona in stotnika Wadea Hamptona. Nato so v marširajoči koloni sledili 40 konjenikov in 200 pešakov pod poveljstvom brigadnega generala Francisa Mariona, nato 150 milic Severne Karoline pod poveljstvom polkovnika Francisa markiza de Malmedyja in 307 milic Južne Karoline pod vodstvom brigadnega generala Andrewa Pickensa. Enote kontinentalne vojske so tvorile sredino in zadnji del Greenove kolone. Te so vodili trije novi bataljoni Severne Karoline pod poveljstvom brigadnega generala Jethra Sumnerja. Major John Armstrong je vodil konjeniški kontingent, medtem ko sta podpolkovnik John Baptista Ashe in major Reading Blount vodila pešake. Ashe in Blount sta služila v 1. polku Severne Karoline, medtem ko je Armstrong pripadal 4. polku Severne Karoline.
Dva bataljona Virginije pod poveljstvom podpolkovnika Richarda Campbella, pod majorjem Smithom Sneadom in stotnikom Thomasom Edmonds, sta sledila dvema bataljonoma Marylanda pod poveljstvom polkovnika Otha Hollanda Williamsa, pod podpolkovnikom Johnom Eagerjem Howardom in majorjem Henryjem Hardmanom. Konjeniki podpolkovnika Williama Washingtona in pehotne čete stotnika Roberta Kirkwooda iz Delawarea so tvorili rep kolone. Greenova sila je imela dva 3-funtna topa pod poveljstvom stotnika-poročnika Williama Gainesa in dva 6-funtna topa pod poveljstvom kapitana Williama Browna. Skupno je imel Greene 1.256 kontinentalnih pešakov in 300 konjenikov, konjeniki so bili večinoma razdeljeni med Leeja in Washingtona. Leejevo konjenico je vodil major Joseph Egleston, njegovo pehoto pa stotnik Rudolph. Greenova vojska je štela 2.400 mož, od katerih jih je 200 ostalo zadaj, da bi varovali prtljago.
Stewart je imel na voljo med 1.800 in 2.000 vojakov. Njegovi britanski redni vojaki so bili 3. pehotni polk, 63. pehotni polk, 64. pehotni polk in 300-članski bočni bataljon Johna Marjoribanksa. Zadnja omenjena enota je bila sestavljena iz združenih bočnih čet 3., 19. in 30. pehotnega polka. Redne vojake sta podpirala dva lojalistična kontingenta. Te enote so bile redni bataljon Johna Harrisa Crugerja iz DeLanceyjeve brigade in južnokarolinski torijevci Johna Coffina, ki so sestavljali približno 150 rednih pešakov in 50 konjenikov milice. Stewartovo topništvo je sestavljalo dva 6-funtna, en 4-funtni in en 3-funtni top ter en vrtljivi top.

## Bitka
Da bi nadomestil pomanjkanje kruha v svojih zalogah, je Stewart vsako jutro pošiljal iskalne skupine, da bi izkopale jame, neoborožene, razen majhne straže. Okoli 8. ure zjutraj 8. septembra sta kapitan John Coffin in oddelek njegove južnokarolinske lojalistične konjenice izvidovala pred Stewartovo glavno silo, ko je naletel na ameriško izvidniško skupino pod poveljstvom majorja Johna Armstronga. Coffin je zasledoval Armstronga, ki ga je pripeljal v zasedo. Napaden s strani 2. partizanskega korpusa Henryja Leeja, je Coffin pobegnil, vendar je pustil 4 ali 5 svojih mož ubitih in 40 zajetih. Američani so nato naleteli na Stewartove iskalce in jih zajeli približno 400.
Greenova sila, z okoli 2.200 možmi, se je zdaj približala Stewartovemu taboru, medtem ko je Stewart, opozorjen s strani Coffina, razporedil svojo silo. Ko so Američani spoznali, da se približujejo britanski sili, so oblikovali tri linije, z milico spredaj z dvema 3-funtnima topoma, sledili so kontinentalci iz Marylanda, Virginije in Severne Karoline z dvema 6-funtnima topoma, z delavarskim polkom in Washingtonom v rezervi. Američani so začeli napad ob 9. uri zjutraj s topništvom in napredovanjem milice. Ta linija je bila sestavljena, od leve proti desni, iz Hamptona, Hendersona, Pickensa, de Malmedyja, Polka, Mariona, Leejeve pehote in nato Leejeve konjenice. Nasproti jim je stala britanska linija, sestavljena, od leve proti desni iz Coffina, 64., 63., prostovoljcev iz New Jerseyja, prostovoljcev iz New Yorka, 84., De Lanceyjeve, 3. in Marjoribanksa. Sledil je boj od blizu, ko se je milica približala britanski liniji. Nekateri pripadniki milice so panično pobegnili, medtem ko so nekateri ostali trdni, sposobni izstreliti 17 strelov, preden so se umaknili in jih je zamenjala severnokarolinska kontinentalna vojska v "prehodu linij".:41, 47–49, 52
Severnokarolinski kontinentalci so ustavili britansko napredovanje, vendar so bili prisiljeni v umik zaradi britanskega bajonetnega napada, le da so se preoblikovali in drugič ustavili Britance. Greene je nato ukazal napredovanje kontinentalnih enot iz Marylanda in Virginije v še enem prehodu linij, s čimer je Britance prisilil nazaj proti njihovemu taboru. Vendar sta ostali dve območji britanskega odpora, eno pod poveljstvom majorja Henryja Sheridana pri Brick House, ki je vključevalo vrtljivi top in drugo pod poveljstvom majorja Marjoribanksa na severnem boku. Washingtonova konjenica je poskušala izriniti Marjoribanksa, vendar je bil Washington zrušen s konja, ranjen in ujet, ter je preostanek vojne preživel v ujetništvu. Marjoribanks se je nato umaknil proti Brick House.:54–55, 61–66
Brick House je zdaj postal žarišče bitke in ko je ameriški topniški napad propadel, je hiša Britancem omogočila zbirno točko za pregrupiranje, zbiranje in ponovni vstop v bitko. Major Marjoribanks je nato napadel ameriški bok na jasi pred hišo, preden je bil smrtno ranjen. Po Stewartovih besedah so se Američani "umaknili na vseh straneh, za seboj pa pustili dva medena šestfuntnika in več kot dvesto mrtvih na bojišču ter šestdeset ujetnikov, med katerimi je bil tudi polkovnik Washington in po vseh informacijah približno osemsto ranjenih...":66–67, 69, 76, 81
Po besedah Otha Williamsa je prišlo do nekaj plenjenja britanskega tabora, medtem ko je napad Leejeve konjenice na britansko levo stran propadel. V tem trenutku je Greene ukazal umik vseh ranjenih. Greenejeva vojska se je nato lahko vrnila na Burdellovo plantažo v koloni, s konjeniško stražo, ki je pokrivala urejen umik. Po Greenovih besedah: "Nič drugega kot opečna hiša in njihov močan položaj pri Eutawu nista preprečila, da bi ostanki britanske vojske padli v naše roke.":70–79

## Žrtve
Poročilo o britanskih žrtvah navaja izgube 85 mrtvih, 351 ranjenih in 257 pogrešanih. Vendar je Greene poročal, da je zajel 500 ujetnikov, vključno s 70 ranjenimi. Ko je Stewart 9. septembra premaknil tabor, je za seboj pustil 54 ranjenih z zdravnikom, da bi jih oskrbel. Ti možje so bili vključeni v Stewartovo poročilo o žrtvah pod kategorijo "ranjeni", preostalih 16 ranjenih, ki jih je zajel Greene, pa bi bilo vrnjenih kot "pogrešani". Razlika med Stewartovim poročilom o 257 pogrešanih in Greenejevo številko 500 ujetnikov je morda posledica tega, da je Stewart zajetje svoje izvidniške skupine obravnaval kot ločen spopad in ga ni vključil v britanske izgube v svojem poročilu o žrtvah bitke. Vključno z izgubo izvidniške skupine in štetjem 54 ranjenih mož, ki jih je Stewart 9. septembra odločil pustiti za seboj v kategoriji "ranjeni ujetniki" namesto kot "ranjeni", to daje skupne britanske žrtve 85 mrtvih, 297 ranjenih, 70 ranjenih ujetnikov in 430 drugih ujetnikov.
Obstajale so tri zaporedne različice poročila o ameriških žrtvah. Prva, sestavljena kmalu po bitki, je navajala 251 mrtvih, 367 ranjenih in 74 pogrešanih. Druga, sestavljena nekoliko kasneje in objavljena s strani Kontinentalnega kongresa, je zmanjšala izgube na 138 mrtvih, 375 ranjenih in 41 pogrešanih. Tretja in končna revizija, sestavljena 25. septembra 1781, je prišla do številk 119 mrtvih, 382 ranjenih in 78 pogrešanih. Britanci so zajeli 60 ujetnikov, vključno z ranjenim polkovnikom Williamom Washingtonom in dva topova.

## Posledice
Dež je preprečil nadaljevanje bitke naslednji dan. Namesto tega je Stewart pokopal svoje mrtve, uničil zaloge, vključno s 1.000 mušketami in se umaknil proti Moncks Cornerju v Južni Karolini, pri čemer je pustil za seboj 70 ranjenih. Greene je zasledoval Stewarta do Martinove taverne blizu Fergusonovega močvirja. Na tej točki, 11. septembra, je bil Stewart v dosegu podpore britanske garnizije v Charlestonu.:79–80
Stewartovo pismo Cornwallisu z dne 11. septembra 1781 navaja:
S posebnim zadovoljstvom imam čast obvestiti vašo lordstvo, da me je 8. tega meseca napadel uporniški general Greene z vso silo, ki jo je lahko zbral v tej provinci in Severni Karolini, in po trdovratnem spopadu, ki je trajal skoraj dve uri, sem ga popolnoma premagal in zajel dva šestfuntna topa.":34
Greenovo pismo Washingtonu z dne 17. septembra 1781 navaja:
Daleč najbolj trdovraten boj, kar sem jih kdaj videl. Zmaga je bila naša, in če ne bi bilo enega tistih majhnih incidentov, ki se pogosto zgodijo med vojno, bi zajeli celotno britansko vojsko.":47
Trditev več zgodovinarjev, da so Britanci zmagali v bitki, izpodbija Christine Swager v svoji knjigi The Valiant Died: The Battle of Eutaw Springs September 8, 1781. Knjiga trdi, da so Britanci ob koncu bitke držali večino, vendar ne celotnega, polja, kjer se je odvijala glavna bitka. Greene je držal del polja, kjer se je začetni spopad razlil iz gozda na jase. Swagerjeva tudi trdi, da je Greene nameraval ponovno napasti sovražnika naslednji dan, vendar mu je to preprečilo pretirano mokro vreme, ki je zmanjšalo velik del njegove ognjene moči.
Nobena vojska ni zapustila bližine bojiđča vsaj cel dan po bitki. Ko se je Greene umaknil, je pustil močno stražo, da bi se uprla morebitnemu britanskemu napredovanju, medtem ko je Stewart umaknil ostanke svoje sile proti Charlestonu. Njegov zadnji del je bil očitno pod nenehnim ognjem vsaj do srečanja z okrepitvami blizu Moncks Cornerja v Južni Karolini.
Kljub taktični zmagi so Britanci strateško izgubili. Njihova nezmožnost, da bi ustavili Greenove nadaljnje operacije jih je prisilila, da so opustili večino svojih osvojitev na jugu Združenih držav, kar jim je pustilo nadzor nad majhnim številom izoliranih enklav v Wilmingtonu v Severni Karolini, Charlestonu in Savannah v Georgiji. Britanski poskus pomiritve juga z lojalistično podporo je propadel že pred Cornwallisovo predajo pri Yorktownu.
Lord Edward Fitzgerald, ki je kasneje postal znan kot upornik Združenih Ircev, je služil kot britanski častnik v bitki in bil hudo ranjen.
Kontinentalni kongres je Greenu podelil zlato medaljo.
Državna pesem Južne Karoline vsebuje vrstico "Point to Eutaw's Battle Bed" v zvezi s to bitko.
Bojišče Eutaw Springs je bilo leta 1970 dodano v Nacionalni register zgodovinskih krajev. American Battlefield Trust in njegovi partnerji so pridobili in ohranili več kot 18 akrov (km2) bojišča.